# Астрід Олафсдоттір
Астрід Олофсдоттір (норв. Astrid Olavsdatter Astrid Olavsdatter; розум. 1035) — шведська принцеса, королева-консорт Норвегії, дружина Олава II.

## Біографія
Астрід була дочкою короля Улофа III Шетконунга і його наложниці Едли. Вона була сестрою королів Швеції Анунда Якоба і Емунда Старого. Вона та Емунд погано ставилися до мачухи, королеви Астрід, за що вони були відправлені з двору й виховувалися прийомними батьками. Астрід була відправлена до людини по імені Егіл у Вестерйотланд.
1016 році між Норвегією і Швецією було вирішено укласти мирний союз, скріплений королівським шлюбом. Дворяни обох країн намагалися організувати шлюб між королем Олавом Норвезьким і сестрою Астрід, принцесою Інгігердою Шведською. Спочатку король Олаф Шведський погодився, але порушив свою обіцянку — він вважав за краще віддати дочку за князя новгородського і київського Ярослава Мудрого, коли той побажав взяти її за дружину. У Сарпсборг 1019 році за Олава Норвезького замість своєї сестри була видана Астрід. Деякі джерела стверджують, що Астрід замінила Інгігерду за бажанням свого батька. Інші джерела стверджують, що шлюб стався проти волі її батька, через союз короля Олава Норвезького зі шведським ярлом Раґнвальдом Ульвсоном.
Астрід описувалася як красива, розумна й щедра жінка, яка всім подобалася. Вона була матір'ю Вульфхільди Норвезької (1020—1070), яка вийшла заміж за Ордульфа, герцога Саксонії, і мачухою короля Магнуса Доброго, з яким у неї були хороші відносини. У 1030 році короля вбили, і Астрід овдовіла. Вона покинула Норвегію і влаштувалася при шведському дворі, де посіла високе становище. Коли її пасинок Магнус відвідав Сигтуну в боротьбі за норвезький трон, вона надала йому офіційну підтримку і закликала Швецію зробити те саме.